# Bournedale Village School
Als Bournedale Village School ist ein ehemaliges Schulgebäude in das National Register of Historic Places eingetragen. Das Gebäude steht in Bourne im Bundesstaat Massachusetts der Vereinigten Staaten und wurde 1897 im viktorianischen Stil errichtet.
Das eineinhalb Stockwerke hohe Haus weist einen rechteckigen Grundriss auf und befindet sich rund 40 ft (12,2 m) von der Herring Pond Road zurückgesetzt im Zentrum eines grasbewachsenen Grundstücks. Es verfügt über ein steiles, mit Asphaltschindeln gedecktes Walmdach und ist mit seiner Vorderseite nach Nordosten ausgerichtet. Auf dem Dach befindet sich an zentraler Position eine nach allen Seiten offene Kuppel mit achteckigem Dach, in der bis heute die im Original erhaltene Schulglocke untergebracht ist. Entlang der südlichen Grundstücksgrenze verläuft eine niedrige, um 1915 errichtete Steinmauer, die als zur historischen Relevanz beitragend (englisch contributing structure) bewertet wurde.